# Москуфо
Москуфо (итал. Moscufo) је насеље у Италији у округу Пескара, региону Абруцо.
Према процени из 2011. у насељу је живело 1020 становника. Насеље се налази на надморској висини од 241 м.

## Становништво
Према резултатима пописа становништва 2011. у општини је живело 3.264 становника.
| 1931. | 1936. | 1951. | 1961. | 1971. | 1981. | 1991. | 2001. | 2011. |
| ----- | ----- | ----- | ----- | ----- | ----- | ----- | ----- | ----- |
| 2.893 | 3.011 | 3.223 | 3.134 | 2.575 | 2.486 | 2.845 | 3.163 | 3.264 |

## Партнерски градови
- Млава